# Timotesa octomaculata
Timotesa octomaculata is een hooiwagen uit de familie Cranaidae.